# کارتاگنا (فیلم)
«کارتاگنا» (فرانسوی: L'homme de chevet‎) یک فیلم است که در سال ۲۰۰۹ منتشر شد. از بازیگران آن می‌توان به سوفی مارسو و کریستوفر لامبرت اشاره کرد.